# نيد هوليستر
نيد هوليستر (بالإنجليزية: Ned Hollister)‏ هو عالم طبيعي أمريكي، ولد في 26 نوفمبر 1876 في ديلافان في الولايات المتحدة، وتوفي في 3 نوفمبر 1924.